# Tullstorpstenens mästare
Tullstorpstenens mästare är ett anonymnamn på en runstensmästare verksam omkring 1000-talet.
Tullstorpstenens mästare fick sitt namn efter den ristade stenen vid Tullstorps kyrka i Skåne som restes omkring år 1000. På stenen finns de första exemplen på zoomorft utformade runskriftsband. Runbandet som följer ristningsytans överkant har i hörnen utformats med djurhuvuden med utefter stenens kanter nedfallande nosflikar som är runskriftsbärande. På stenens mittyta finns ett stort varg- eller lejonliknande djur och nedanför djuret ligger ett skepp med drakhuvuden samt sköldar längs relingen. Såväl skeppet som djuret är relativt vanliga motiv i vikingakonsten och torde ha haft en symbolisk betydelse.      